# Euterpe
Euterpe (em grego clássico:  Ἐυτέρπη; romaniz.: Eutérpê; "a Doadora de Prazeres") de εὖ (bom, bem) e τέρπειν (dar prazer) foi uma das nove musas da mitologia grega, as filhas de Zeus, senhor e da titânida da memória Mnemósine, filha de Urano e Gaia. 

Era a musa da música. No final do período clássico, foi nomeada a musa da poesia lírica e usava uma flauta. Alguns consideram que tenha inventado a aulo ou flauta-dupla, mas a maioria dos mitólogos dão crédito a Marsias.